# Jorge S. Pellerano
Jorge Santiago Pellerano fue un político argentino del Partido Peronista. Se desempeñó como diputado nacional por la provincia de Buenos Aires entre 1952 y 1955. 

## Biografía
Militó en la Unión Cívica Radical durante los años de la Década Infame. A principios de la década de 1940, formó parte de la fundación y del directorio de "Aerovías Argentinas" una empresa privada de aviación comercial que era presidida por el pionero de la aviación, Eduardo Bradley.
En 1945, apoyó al general Juan Domingo Perón y se unió a la Unión Cívica Radical Junta Renovadora, fracción radical que apoyó al general Perón y que era liderada por el luego vicepresidente Hortensio Quijano. En 1946, fue candidato a diputado nacional por la UCR Junta Renovadora en la provincia de Buenos Aires pero no resultó electo. 
En 1946 fue nombrado Comisionado Municipal en el partido de Almirante Brown, designado por el gobernador Domingo Mercante. 
Entre febrero de 1948 y junio de 1949 ejerció como ministro de Hacienda y Obras Públicas de la provincia de La Rioja durante la intervención federal de Faustino Erasmo Carreño en aquella provincia. 
En las elecciones legislativas de 1951 fue elegido diputado nacional por la provincia de Buenos Aires, en la lista del Partido Peronista, ejerciendo tal cargo entre 1952 y 1955. 
Volvió a ser electo diputado nacional por la provincia de Buenos Aires, en los comicios legislativos de 1954, y asumió su banca el 25 de abril de 1955. Durante su segundo periodo como diputado, presidió la Cámara de Peticiones, Poderes y Reglamento de la Honorable Cámara de Diputados de la Nación.
Su mandato se extendía hasta 1961 pero permaneció en el cargo hasta septiembre de 1955, cuando su mandato fue interrumpido por el golpe de Estado de la autoproclamada Revolución Libertadora.
Estaba casado con Cora Albistur Villegas, hermana de César Albistur Villegas, quien ejerció como Intendente del Municipio de Morón entre 1948 y 1955 por el Partido Peronista, y con el cual Pellerano compartió militancia en el radicalismo renovador. 